# Clèdes
Clèdes é uma comuna francesa na região administrativa da Nova Aquitânia, no departamento Landes. Estende-se por uma área de 7 km². Em 2010 a comuna tinha 132 habitantes (densidade: 18,9 hab./km²).